# Яковлев, Иван Алексеевич (1767—1846)

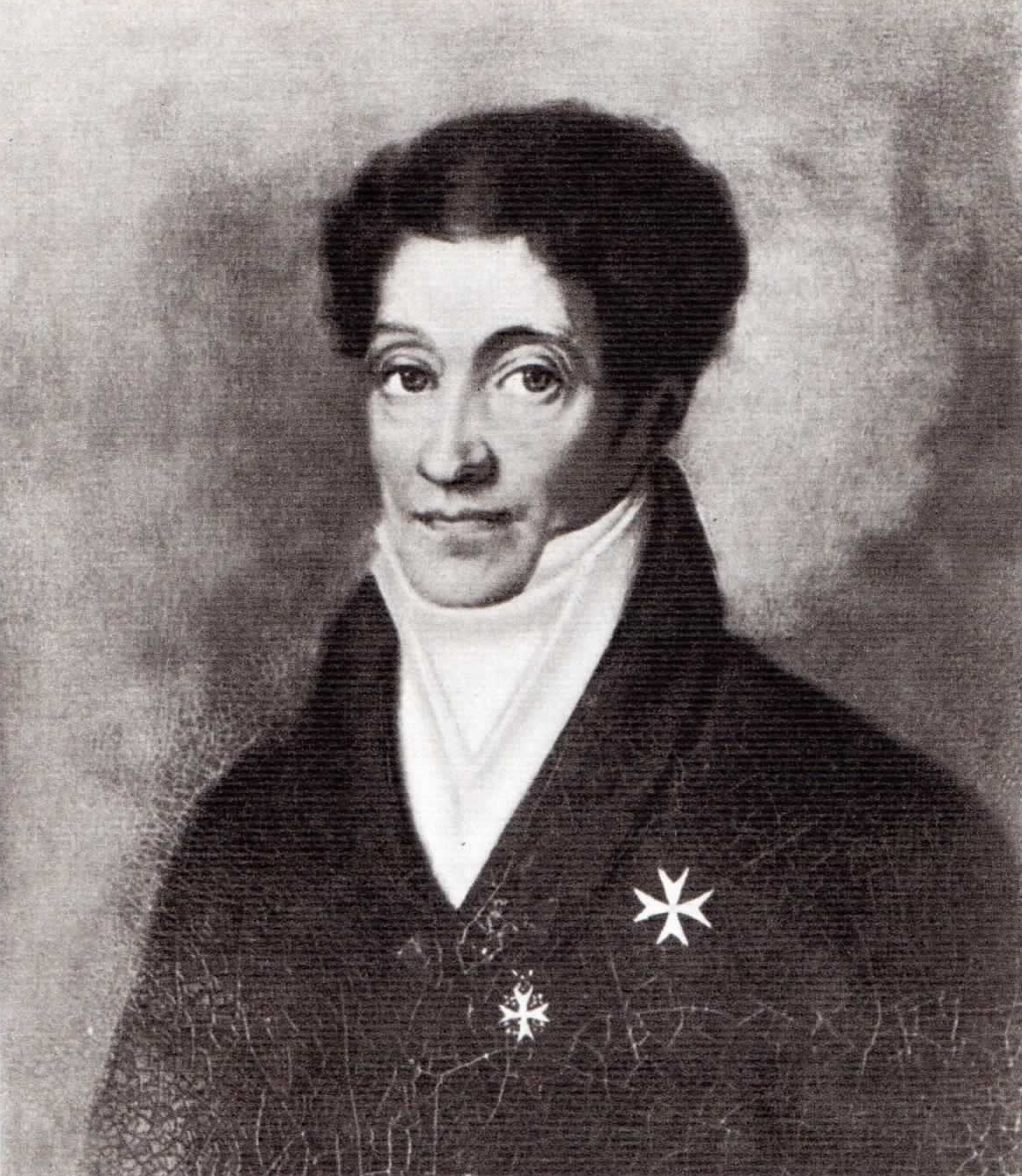
Иван Алексеевич Яковлев (1767—1846) — отец А. И. Герцена

Иван Алексеевич Яковлев (23 июня [4 июля] 1767, Москва, Российская империя — 6 [18] мая 1846, там же) — отставной капитан Измайловского лейб-гвардии полка, помещик. Известен тем, что в 1812 году лично встречался с Наполеоном I в оккупированной Москве и доставил от него Александру I письмо с предложением о мире. Отец писателя Александра Герцена.

## Биография

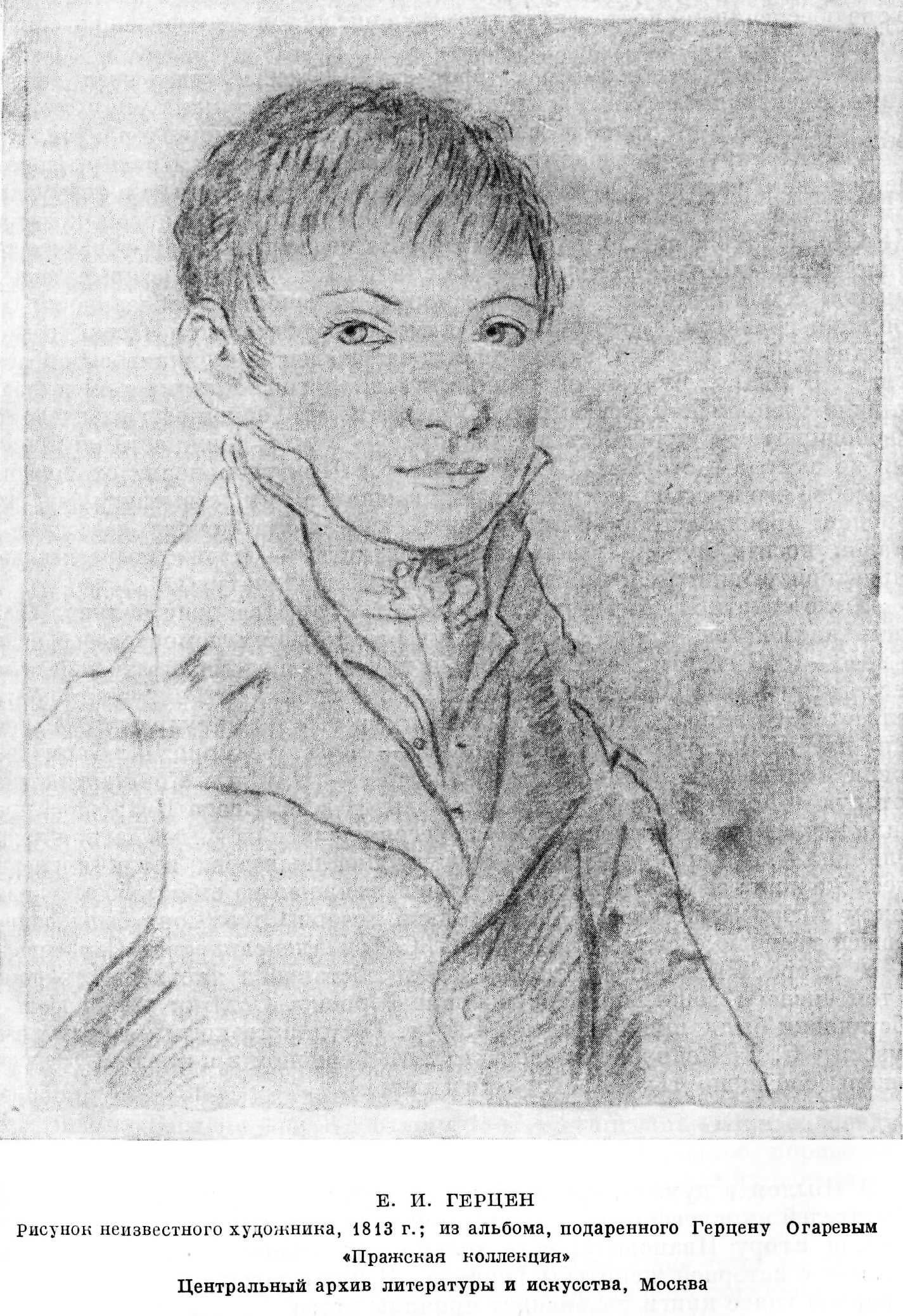
Герцен Егор Иванович (старший сын И. А. Яковлева)

Родился 23 июня 1767 года в Москве в семье действительного статского советника Алексея Александровича Яковлева (1726—1781) и его супруги княжны Натальей Борисовной (в девичестве Мещерской; 1734—1781). Происходил из старинного боярского рода Яковлевых. Его старшие братья Александр (1762—1825) и Лев (1764—1839) достигли впоследствии значительных чинов и постов обер-прокурора и сенатора, соответственно. Воспитанный французским гувернёром в доме набожной и благочестивой тётки, Иван Яковлев в шестнадцатилетнем возрасте поступил в Измайловский лейб-гвардии полк сержантом. Будучи молодым гвардейским офицером, Яковлев бывал на балах Екатерины II, где познакомился со знаменитой красавицей-авантюристкой Ольгой Александровной Жеребцовой. Той нравилось танцевать с ним, её также привлекали его обходительность и глубокий, язвительный ум. Это знакомство затем переросло в многолетнюю дружбу . Прослужив до вступления на престол императора Павла I, Яковлев вышел в отставку гвардии капитаном.
В 1801 году Иван Алексеевич Яковлев уехал за границу. Тогда же Россию покинула и Ольга Жеребцова, участница заговора против императора. Позднее они повстречались в Париже, однако в каком году состоялась эта встреча, доподлинно неизвестно. В дальнейшем Жеребцова и Яковлев время от времени вместе путешествовали по Европе. Так, переезжая из страны в страну, он прожил за границей до конца 1811 года. Вернувшись в Россию, Иван Алексеевич поселился в Москве, где Ольга Александровна его неоднократно навещала.
В 1803 году, когда И. А. Яковлев находился за границей, в подмосковном селе Покровском у него родился сын Егор (1803—1882).
C собой из Европы Яковлев вывез Генриетту Вильгельмину Луизу Гааг (нем. Henriette Wilhelmina Luisa Haag; †1851), дочь мелкого чиновника, делопроизводителя в казённой палате в Штутгарте. 25 апреля 1812 года она, в возрасте шестнадцати лет, родила от Яковлева сына Александра. Поскольку родители не состояли в браке, тот получил фамилию, придуманную отцом: Герцен — «дитя сердца» (от von Herzen с нем. — «от сердца»).

### Встреча с Наполеоном I Бонапартом
Во время Отечественной войны 1812 года, 2 сентября, когда неприятельская армия начала занимать Москву, Иван Алексеевич Яковлев намеревался покинуть город, однако был захвачен и ограблен французами. Оказавшись в бедственном положении с гражданской женой и новорожденным сыном на руках, Яковлев в течение нескольких дней скитался по горящей Москве вместе со своими дворовыми людьми и сотней подмосковных крестьян, прибежавших из деревни к своему помещику. Стремясь выбраться из города, он убедился, что сделать это можно только с разрешения оккупационных властей, и обратился за паспортом к маршалу Эдуару Адольфу Мортье, исполнявшему обязанности военного губернатора Москвы. Последний не решался выдать ему паспорт без санкции Бонапарта.
Наполеон, который в тот момент искал мира с Александром I, решил сделать Яковлева своим парламентёром. Бонапарт знал Ивана Алексеевича через брата последнего, Льва, бывшего до войны посланником при Вестфальском короле. Император французов принял Яковлева в тронном зале Московского Кремля в присутствии своего секретаря Лелорнь-Д’Идевиля. После положенных приветствий между ними состоялся следующий разговор: 

— Не мы жжём Москву. Я занимал почти все столицы в Европе и не истреблял их. Я сжёг в Италии один город, потому что там защищались на улицах. Возможно ли? Вы сами поджигали Москву, святую Москву, где погребены предки ваших монархов.

— Не знаю причины несчастия, — отвечал Яковлев, — но ношу на себе следы его; теперь всё моё имущество заключается только в лохмотьях, которые на мне.
Далее, в разговоре Наполеон выразил пожелание прекратить кровопролитие, требовал от России исполнения Тильзитского договора и грозил в противном случае подвергнуть Санкт-Петербург участи Москвы. Он соглашался отпустить Яковлева, но только при условии, что тот явится в столицу и доложит императору обстановку в Москве, свидетелем которой ему довелось побывать. На замечание Яковлева, что по своему чину и званию он не имеет права надеяться быть допущенным к государю, Наполеон предложил ему поискать личной встречи с Александром I на прогулке, либо добиваться её через влиятельных сановников или даже слуг императора. На это Яковлев ответил: 

— Теперь я во власти вашей, но я не переставал быть подданным императора Александра и останусь им до последней капли крови. Не требуйте от меня того, чего я не должен делать, я ничего не могу обещать.

— В таком случае, — сказал Наполеон, — я напишу письмо к вашему государю; скажу, что посылал за вами и поручил вам доставить письмо.— 
На другой день Лелорнь-Д’Идевиль привёз письмо и повеление пропустить пленного из города. В сопровождении более 500 человек Яковлев вышел пешком из Москвы. К вечеру добрался до Чёрной Грязи, где был встречен на аванпостах особого «летучего» кавалерийского отряда генерал-майора барона Фердинанда Фёдоровича Винцингероде, прикрывавшего Тверской тракт в Клину. Тот отправил Яковлева в сопровождении офицера в Санкт-Петербург. Здесь его сразу привезли в дом графа Алексея Андреевича Аракчеева, где и задержали. Граф доложил о нём государю — тот отказался принимать посланца, но велел взять у него письмо Наполеона, которое было доставлено Александру 20 сентября. Около месяца Яковлев оставался в доме Аракчеева на положении арестованного: к нему никого не допускали. Наконец Аракчеев объявил, что император его освобождает и прощает то, что он взял у неприятеля пропуск, поскольку это было продиктовано обстоятельствами крайней необходимости. Кроме того, граф велел ему немедленно уехать из Санкт-Петербурга, не встречаясь ни с кем, кроме старшего брата, с которым разрешено было проститься.

### Дальнейшая судьба и отношения с сыном
Покинув Санкт-Петербург, Яковлев поселился сначала в Ярославской губернии, затем переехал в Тверскую и, наконец, через год перебрался в родной город. Здесь он зажил безвыездно и уединённо, сосредоточившись на воспитании сына. В учителя мальчику отец вначале нанял француза-эмигранта, а позднее, для подготовки к гимназии, пригласил и учителя русского языка. В доме Яковлева была богатая французская библиотека писателей XVIII века, которой юному Герцену было позволено пользоваться совершенно свободно. Яковлев прочил сыну военную карьеру, как средство выхода из «ложного положения» незаконнорожденного. Однако тот рано охладел к мечте стать офицером и избрал гражданское поприще — отец не настаивал, а лишь наставлял его:

— В жизни всего важнее esprit de conduit, важнее превыспреннего ума и всякого ученья. Везде уметь найтиться, нигде не соваться вперёд, со всеми чрезвычайная вежливость и ни с кем фамильярности.— 
Иван Алексеевич часто подавлял домашних презрением и холодной иронией, донимал их требованиями соблюдения приличий. Поэтому сына, несмотря на все хлопоты о его будущем, он официально и при посторонних всю жизнь называл не иначе, как своим воспитанником или приёмышем. Такое отношение только добавляло страданий матери Герцена, женщины добросердечной, любимой всеми в доме, но так и оставшейся на унизительном положении конкубины. Поэтому когда сын достиг подросткового возраста, то стал горячо заступаться за неё, что привело к ряду столкновений и тягостных сцен между ним и отцом.
По мнению Александра Герцена, Яковлев ни к кому не обращался с просьбами, он в то же время и сам ни для кого ничего не делал. Однако, когда в 1835 году самому Герцену грозила ссылка за организацию демократического студенческого кружка, Иван Александрович был вынужден всё же прибегнуть к помощи подруги своей молодости Жеребцовой, чтобы выручить сына. Она охотно откликнулась, попыталась задействовать свои обширные связи, однако безуспешно — молодой человек был сослан в Вятку.
В 1838 году Герцен приезжал в Москву, чтобы увезти с собой в ссылку и обвенчаться там со своей невестой Натальей Александровной Захарьиной. Та доводилась Яковлеву родной племянницей — была внебрачной дочерью его покойного брата, обер-прокурора Александра Алексеевича и жила на воспитании у их сестры княгини Марии Алексеевны Хованской. Последняя намеревалась выдать воспитанницу замуж за другого, и Герцен решил организовать с помощью друзей «похищение» невесты из дома родственников. За это ему грозила тюрьма или Сибирь в случае разоблачения. Узнав об этом поступке, Иван Алексеевич так рассердился на сына, что лишил молодую семью финансовой поддержки. Однако под влиянием Жеребцовой в конце концов сменил гнев на милость. Двумя годами позже Герцену было позволено вернуться в столицу, где он наконец познакомился с Ольгой Александровной, чему сперва противился. Однако под нажимом отца был вынужден нанести визит вежливости своей благодетельнице. Скучная, как предполагал молодой Герцен, старуха оказалась женщиной удивительной судьбы и замечательного характера. Подруга Яковлева благосклонно приняла его сына и охотно делилась воспоминаниями — Герцен стал навещать её почти каждый день.
В 1841 году Герцен вновь подвергся гонениям — Ольга Александровна снова попыталась облегчить его участь — вновь безрезультатно. Герцена перевели в Новгород. В конце концов через свою внучку Ольгу и её мужа, могущественного николаевского вельможу графа Алексея Фёдоровича Орлова, ей всё же удалось добиться возвращения молодого человека в Санкт-Петербург и разрешения выехать за границу.
Иван Алексеевич Яковлев скончался 6 мая 1846 года в возрасте 78 лет. Похоронив отца в некрополе Новодевичьего монастыря, Герцен, со всей своей семьёй и матерью, в 1847 году навсегда покинул Россию.

## Мнения и оценки

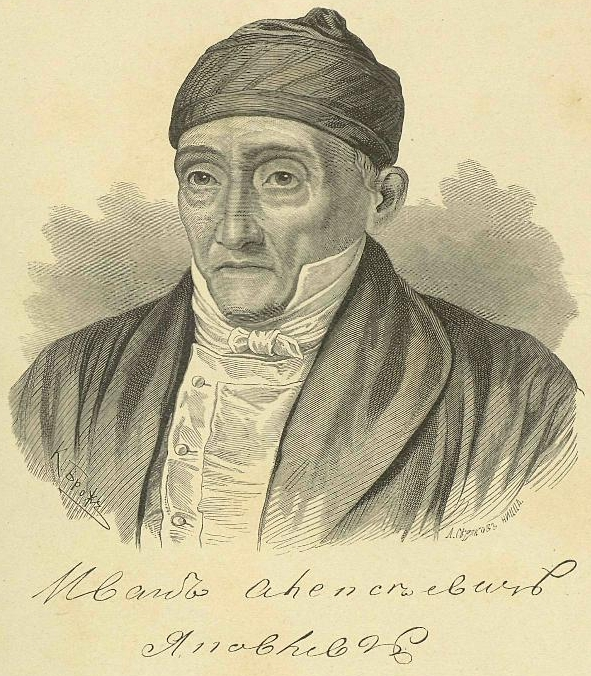
портрет 1870-х гг.

В «Былом и думах» Александр Иванович Герцен отзывался о своём отце, как о человеке, исключительно одарённом и образованном, который «бездну видел, слышал, помнил». По его словам, Яковлев до конца жизни лучше владел французским языком, чем русским: «à la lettre не читал ни одной русской книги». Будучи светским человеком, любезным и занимательным, Иван Алексеевич по молодости вёл весьма ветреную жизнь. Однако в пожилые годы, отчасти по состоянию здоровья, впал в крайнюю противоположность — всё более уединялся от окружающих, а характер его становился всё тяжелее и желчнее. Герцен пытался проанализировать причины, приведшие отца в такое замкнутое состояние, однако затруднился их точно определить:

Эпохи страстей, больших несчастий, ошибок, потерь вовсе не было в его жизни. Я никогда не мог вполне понять, откуда происходила злая насмешка и раздражение, наполнявшие его душу, его недоверчивое удаление от людей и досада, снедавшая его. Разве он унёс с собой в могилу какое-нибудь воспоминание, которого никому не доверял, или это было просто вследствие встречи двух вещей до того противоположных, как восемнадцатый век и русская жизнь, при посредстве третьей, ужасно способствующей капризному развитию, — помещичьей праздности.— 